# Charleston Open 2024
Charleston Open 2024 a fost un turneu profesionist de tenis feminin care s-a disputat pe terenuri cu zgură verde. A fost cea de-a 51-a ediție a evenimentului și un turneu de nivel WTA 500 în Circuitul WTA 2024. A avut loc la Family Circle Tennis Center din Charleston, Statele Unite, între 1 și 7 aprilie 2024. Este singurul turneu care se joacă pe zgură verde.

## Campioni

### Simplu
Pentru mai multe informații consultați Charleston Open 2024 – Simplu

### Dublu
Pentru mai multe informații consultați Charleston Open 2024 – Dublu

## Puncte și premii în bani

### Distribuția punctelor
| Probă  | C   | F   | SF  | QF  | Runda 3 | Runda 2 | Runda 1 | Q   | Q2  | Q1  |
| Simplu | 500 | 325 | 195 | 108 | 60      | 32      | 1       | 25  | 13  | 1   |
| Dublu  | 500 | 325 | 195 | 108 | 1       | N/A     | N/A     | N/A | N/A | N/A |

### Premii în bani
| Probă  | C         | F        | SF       | QF       | Runda 3  | Runda 2 | Runda 1 | Q2      | Q1      |
| Simplu | 142.000 $ | 87.665 $ | 44.286 $ | 22.146 $ | 11.190 $ | 6.940 $ | 5.540 $ | 3.536 $ | 1.768 $ |
| Dublu* | 47.390 $  | 28.720 $ | 16.430 $ | 8.510 $  | 5.140 $  | N/A     | N/A     | N/A     | N/A     |

*per echipă